# Smolenická vrchovina
Smolenická vrchovina  je geomorfologickou částí Pezinských Karpat, podcelku Malých Karpat.  Leží v severovýchodní části podcelku, západně od Smolenic. 

## Polohopis
Vrchovina se nachází na východním okraji střední oblasti Malých Karpat a zabírá severovýchodní část podcelku Pezinské Karpaty. Na východním okraji leží obce Smolenice, Horné Orešany, Dolní Orešany a Doľany. Ze severu a západu území obklopují Biele hory, jihozápadním směrem navazují Homoľské Karpaty a na východním okraji do středu zasahuje nevelká Lošonská kotlina, vše části Pezinských Karpat. Jihovýchodním a východním směrem leží Podmalokarpatská pahorkatina, která je částí Trnavské pahorkatiny (podcelku Podunajské pahorkatiny). 
Východní část Malých Karpat odvádí vodu jihovýchodním směrem Podunajskou pahorkatinou a Smolenická vrchovina patří do povodí Dudváhu, který ústí do Malého Dunaje. Z významných potoků touto částí protéká Parná, Bohatá, Podhájský potok, Smutná a Smolenický potok. Na východním okraji je vybudována na říčce Parná vodní nádrž Horné Orešany. Obcemi na okraji území prochází silnice II/502 (Modra – Dolné Orešany – Smolenice – Trstín). 

## Chráněná území
Tato část Malých Karpat je součástí chráněné krajinné oblasti Malé Karpaty . Zvláště chráněnými územími jsou národní přírodní rezervace Hlboča, přírodní rezervace Bolehlav, Čierna skala a Lošonský háj, národní přírodní památka Driny a přírodní památka Mnichova díra 1.

## Turismus
Turisticky atraktivní je zejména severní část území v okolí Smolenic. Nachází se zde jedinečný Smolenický zámek, archeologické naleziště s hradištěm Molpír, ale i krasové území s jeskyní Driny. Nedaleko se nachází tábořiště Jahodník a u obce Horné Orešany i stejnojmenná vodní nádrž. Síť turistických stezek propojuje tuto část se zbytkem Pezinských Karpat.

### Značené stezky
- po modře značené trase:
  - z Horních Orešan vedle vodní nádrže do lokality Zabité nad Dolany
  - ze Smolenic na rozcestí Vlčiareň
  - ze Smolenic pod vrch Záruby (768 m n. m.)
- po zeleně značené trase:
  - ze Smolenic k jeskyni Driny
  - ze Zárub přes tábořiště Jahodník, obec Lošonec a údolím Parnej do lokality Zabité nad Dolany
- po žlutě značené trase:
  - z obce Doľany do lokality Zabité
  - z Dolných Orešan do Orešianského sedla
  - ze Smolenic podél jeskyně Driny a tábořiště na Čiernu skálu [3]